# Middelkerke
Middelkerke es una comuna de la región de Flandes, en la provincia de Flandes Occidental, Bélgica. A 1 de enero de 2018 tenía una población estimada de 19 371 habitantes.

## Geografía
Se encuentra ubicada al oeste del país, cerca de la costa del mar del Norte.

### Secciones del municipio
El municipio comprende los antiguos municipios, que se fusionaron en 1977:
| - Middelkerke - Westende - Lombardsijde - Leffinge - Wilskerke - Slijpe - Mannekesvere - Schore - Sint-Pieters-Kapelle |

## Demografía

### Evolución
Todos los datos históricos relativos al actual municipio, el siguiente gráfico refleja su evolución demográfica, incluyendo municipios después de efectuada la fusión el 1 de enero de 1977.
| Gráfica de evolución demográfica de Middelkerke entre 1846 y 2020 |
|                                                                   |